# Cal Figarot
Cal Figarot és un edifici del municipi de Vilafranca del Penedès (Alt Penedès) catalogat com a bé cultural d'interès local.

## Història
Va ser projectat el 1888 per l'arquitecte August Font i Carreras. Als 1980 es trobava molt malmesa i el botiguer i empresari vilafranquí Josep Maria Mercader Ferret la va comprar per cedir-la posteriorment als Castellers de Vilafranca, els quals en van segregar el pati posterior que arribava al carrer de Sant Antoni i van modificar i adaptar el seu interior als seus usos fins a arribar a l'estat actual.

## Descripció
És un edifici entre mitgeres, de planta baixa i un pis. La coberta és de teula àrab, a dues aigües. La façana presenta una composició simètrica. L'element més remarcable és el balcó corregut, de reixa i proteccions de ferro forjat. S'hi obren cinc portes que presenten arcs ogivals simulats. El conjunt respon a les característiques formals de l'historicisme, inspirat en aquest cas en l'estil gòtic.